# Коло (фільм США, 2015)
Коло (англ. Circle) — науково-фантастичний фільм 2015 року з елементами жахів і трилера.

## Сюжет
П'ятдесят людей прокидаються в затемненій кімнаті, розташованій двома концентричними колами навколо чорного купола. Коли хтось намагається переміститися за межі своєї платформи або торкнутися інших, вмикається звуковий сигнал. Коли хтось ігнорує попередження та залишає платформу, промінь від купола вбиває його. Кожні дві хвилини гине одна людина. Після смерті кількох людей група розуміє, що люди можуть впливати на вибір жертви. Люди намагаються бойкотувати голосування, але тоді хтось гине випадковим чином. Згодом з'являється страшне припущення, що ця жорстока гра триватиме до останньої живої людини. Розпочинаються складні пошуки принципів, за якими треба обирати жертву.

## У ролях
| Актор               | Роль                           |
| ------------------- | ------------------------------ |
| Майкл Нарделлі      | Ерік                           |
| Аллегра Мастерс     | вагітна дівчина                |
| Моллі Джексон       | Кеті (жертва №48)              |
| Мунір Катчи         | безмовний чоловік (жертва №47) |
| Кайві Ліман-Мерсеро | бородатий чоловік (жертва №46) |
| Джулі Бенц          | дружина (жертва №45)           |
| Курт Лонг           | проповідник (жертва №44)       |
| Сара Сандерсон      | красива дівчина (жертва №43)   |
| Ліза Пелікан        | хвора на рак (жертва №42)      |
| Хорді Віласусо      | солдат (жертва №41)            |
| Мерсі Малік         | лесбійка (жертва №40)          |
| Метт Корбой         | чоловік (жертва №39)           |
| Колі Мустафа Спікс  | афроамериканець (жертва №38)   |
| Захарі Рукавина     | однорукий чоловік (жертва №37) |
| Денієл Ленч         | багатий чоловік (жертва №36)   |
| Девід Сауседо       | латиноамериканець (жертва №35) |
| Ребекка Ривера      | перекладачка (жертва №34)      |
| Ловренс Као         | азіат (жертва №33)             |
| Жаклін Г'юстон      | доктор (жертва №32)            |
| Девід Рейверс       | Брюс (жертва №31)              |
| Майкл Маклафферті   | юрист (жертва №30)             |
| Джеймі Лі Редмон    | дівчинка-підліток (жертва №29) |
| Рене Гегер          | атеїст (жертва №28)            |
| Ешлі Кі             | молода дівчина (жертва №27)    |
| Глорія М. Сандовал  | іноземка (жертва №26)          |

| Актор              | Роль                             |
| ------------------ | -------------------------------- |
| Денієл Єльський    | Шон (жертва №25)                 |
| Марк Седрік Сміт   | пілот (жертва №24)               |
| Кемерон Коннерті   | хлопець (жертва №23)             |
| Віджая Кумарі      | тиха жінка (жертва №22)          |
| Еміліо Россаль     | чоловік (жертва №21)             |
| Джон Едвард        | (жертва №20)                     |
| Майкл ДіБакко      | поліцейський (жертва №19)        |
| Насрін Мохаммеді   | мусульманин (жертва №18)         |
| Сезар Гарсія       | татуйований чоловік (жертва №17) |
| Хан На Кім         | азіатка (жертва №16)             |
| Фей Девіт          | стара жінка (жертва №15)         |
| Еймі Маккей        | Бет (жертва №14)                 |
| Картер Дженкінс    | школяр (жертва №13)              |
| Говард С. Міллер   | старий чоловік (жертва №12)      |
| Флойд Фостер       | старий чоловік (жертва №11)      |
| Демаріс Сауседо    | стара жінка (жертва №10)         |
| Білл Льюїс         | старий чоловік (жертва №9)       |
| Отем Федеричи      | жінка (жертва №8)                |
| Брент Стіфел       | молодий чоловік (жертва №7)      |
| Рорі Апхолд        | жінка (жертва №6)                |
| Шейн Сплайоне      | Макс, офіціант (жертва №5)       |
| Леандра Терраццано | жінка (жертва №4)                |
| Кевін Шеридан      | чоловік (жертва №3)              |
| Джей Гокінс        | панікуючий чоловік (жертва №2)   |
| Марисоль Рамірес   | жінка (жертва №1)                |

## Критика
Фільм отримав змішані відгуки. На Rotten Tomatoes фільм отримав оцінку 57% на основі 7 відгуків від критиків і 42% від більш ніж 1000 глядачів.